# Tartsche

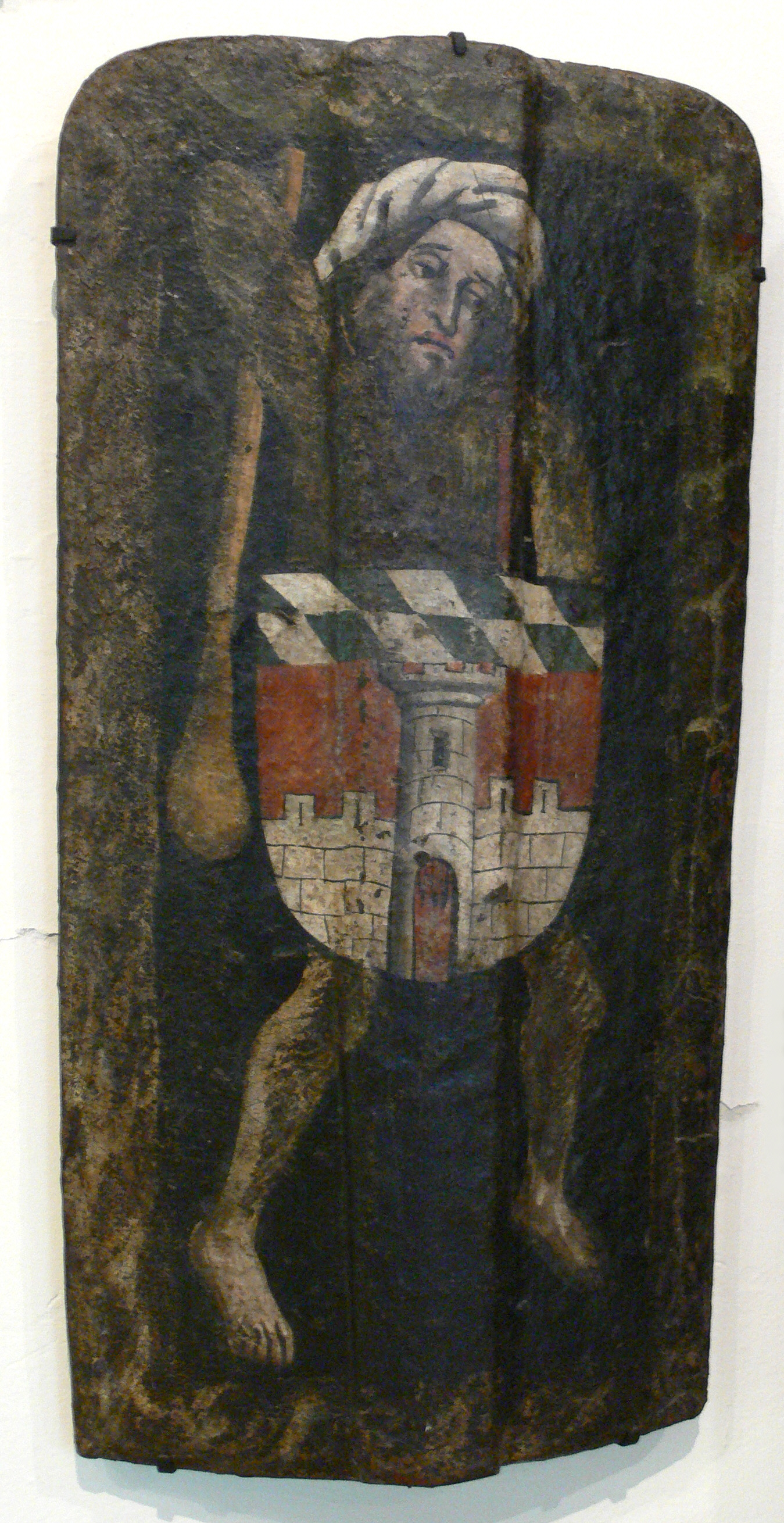
Setztartsche mit dem Wappen der Stadt Deggendorf; süddeutsch, um 1450 (Bayerisches Nationalmuseum, München)

Wappen von Gommern in Tartschenform mit stilisierter Speerruhe

Tartschen sind Schildformen, die ab der Mitte des 14. Jahrhunderts verwendet wurden und sich ursprünglich durch eine Einkerbung für die Lanze oder den Degen, die sogenannte Speerruhe oder Degenbrecher, auszeichneten und die gegnerische Waffe abfangen sollten. 
Die Reiterei führte die kleine Rundtartsche (auch Faustschild). Diese entwickelte sich zu einer konkaven Form, später auch mit Längsrillen, weiter, die die gegnerische Lanze ablenken sollte. Die Tartsche wurde in ihrer Entwicklung immer massiver und konzentrierte sich auf dem linken Brustbereich des Reiters – die ideale Aufprallfläche für eine gegnerische Lanze. Schließlich wurde sie als quasi zusätzliche Panzerung mit einem Durchmesser von zuletzt ca. 20 cm fest mit dem Kürass vernietet. Auch in Zusammenhang mit der Rolandsfigur ist sie bisweilen dargestellt.
Tataren nutzten Tartschen, deren (vom Träger aus gesehen) rechte Oberkante zu einem langen Dorn ausgearbeitet wurde, so dass die Tartsche auch als Angriffswaffe eingesetzt werden konnte. Die Tartschen des Fußvolks waren aus Holz und größer, viereckig und mit Rohhaut oder Leinwand überzogen. Auch kamen Tartschen vor, die einem langschenkligen Dreieck mit der Spitze nach unten entsprechen. Daneben gab es auch so genannte Setztartschen, die eine besondere Form aufwiesen.